# Рађано (Мачерата)
Рађано (итал. Raggiano) насеље је у Италији у округу Мачерата, региону Марке.
Према процени из 2011. у насељу је живело 43 становника. Насеље се налази на надморској висини од 467 м.